# Justyna Łukasik
Justyna Łukasik (ur. 27 stycznia 1993 w Gdańsku) – polska siatkarka, grająca na pozycji środkowej. Była reprezentantka Polski juniorek, obecnie seniorek.
W 2013 roku otrzymała powołanie do szerokiej kadry reprezentacji Polski, prowadzonej przez Piotra Makowskiego.
Pod koniec czerwca 2013 roku zadebiutowała w kadrze Polski seniorek w spotkaniu przeciwko Kubie podczas turnieju o Puchar Borysa Jelcyna.
Jej młodsza siostra Martyna, również jest siatkarką. Gra na pozycji atakującej i przyjmującej.

## Sukcesy klubowe

### młodzieżowe
Mistrzostwo Polski Kadetek:
- 2007, 2008, 2009, 2010[2]

Ogólnopolska Olimpiada Młodzieży:
- 2010[2]

Mistrzostwo Polski Juniorek:
- 2012[3]
- 2010[2]

Akademickie Mistrzostwa Polski:
- 2014[9]

### seniorskie
Liga polska:
- 2013
- 2015, 2016
- 2014

Puchar Polski:
- 2015, 2019

Puchar CEV:
- 2015

Puchar Challenge:
- 2024[10]

Puchar Francji:
- 2024[11]

Liga francuska:
- 2024[12]

Liga rumuńska:
- 2025[13]

## Sukcesy reprezentacyjne
- 2013: 4. miejsce z reprezentacją Polski B na Uniwersjadzie w Kazaniu

## Nagrody indywidualne
- 2012: MVP Mistrzostw Polski Juniorek[3]